# Kidal
Pour les articles homonymes, voir Kidal (homonymie).
Kidal est une ville et une commune urbaine malienne, chef-lieu du cercle de Kidal et de la région de Kidal.

## Géographie

Carte administrative de la région de Kidal.

Elle est située à 350 km au nord de Gao au cœur de l'Adrar des Ifoghas. En plus d'être la capitale de la région, Kidal est le chef-lieu du cercle du même nom qui regroupe les localités de Kidal, Essouk et Anéfif.
Kidal est reliée à la frontière algéro-malienne (Tin Zaouatine) par une piste qui représente un cordon vital entre le Nord du Mali et l'Algérie, appelée « piste Clauzel » (du nom de l'administrateur français Jean Clauzel qui l'inaugura dans les années 1950.

## Histoire
Un premier poste militaire est établi à Kidal en 1908, par le commandant Bertix, puis, l'année suivante, le lieutenant Lanceron commence la construction du premier fort. Un fort plus important est érigé en 1917 et agrandi en 1930 ; il existe toujours.

### Guerre civile malienne
Pendant longtemps, cette zone était interdite, du fait de la présence d'un bagne militaire. Depuis la fin de la rébellion touarègue en 1995, et la mise en place d'une décentralisation, Kidal est redevenue la capitale de la région. De ce fait, Kidal connaît un essor très rapide, ce qui entraîne des problèmes d'équipements et de disponibilité de l'eau. En mai 2006, après des années de calme, une révolte s'organise, due au mécontentement causé par l'application des accords consécutifs aux rébellions des années 1990. Les forces touarègues de l'ADC prennent la ville le 23 mai 2006. Avec l'accord des parties concernées, une médiation est organisée par l'Algérie, qui débouche sur les accords d'Alger.

#### Fief de la rébellion touarègue (2012 - 2023)
Le 30 mars 2012, pendant la nouvelle rébellion touarègue, la ville est prise par les rebelles du groupe salafiste Ansar Dine, mené par Iyad Ag Ghali, après 24 heures de combat contre l'Armée malienne. Elle échappe alors à l'autorité du gouvernement de Bamako et constitue une étape importante dans le conflit malien.
Le 28 janvier 2013, le Mouvement national pour la libération de l'Azawad (MNLA), associé au Mouvement islamique de l'Azawad (MIA) — fraction d'Ansar Dine ayant annoncé sa scission vers le 15 janvier —, déclare avoir repris le contrôle de Kidal au moment où les forces françaises, dans le cadre de l'opération Serval, et maliennes libèrent Gao puis Tombouctou. Le MNLA déclare dès lors agir en totale coopération avec l'Armée française. Durant la nuit du 29 au 30 janvier, des troupes françaises aéroportées prennent le contrôle de l'aérodrome situé au sud-est de la ville, et contrôlent ses accès. Dans les jours qui suivent, l'Armée de l'air française réalise de nombreuses frappes aériennes au nord de la ville et dans la région où les groupes islamistes armés ont trouvé refuge. Le 5 février, environ 1 800 militaires de l'Armée tchadienne prennent position pour sécuriser Kidal, jouant de facto un rôle de force d'interposition entre le MNLA, qui craint des représailles et exactions contre les Touaregs, et l'Armée malienne.
Le 26 février, un attentat suicide à la voiture piégée, faisant au moins quatre à six morts, est perpétré contre une barrière militaire tenue par les troupes du MNLA et du MIA et est revendiqué par le MUJAO. Durant les mois qui suivent, des troupes béninoises et sénégalaises sont chargées par la MINUSMA, avec des éléments français, de sécuriser la ville.
Le 17 mai 2014, la ville est le théâtre d'une nouvelle bataille meurtrière, après que le premier ministre Moussa Mara eut tenté de se rendre dans la ville. Les FAMa tentent de reprendre la ville le 21 mai 2014, mais essuient une lourde défaite face au MNLA. La ville échappe donc depuis 2014 au contrôle du gouvernement malien.

#### Reprise de la ville par l'armée malienne
Le 02 octobre 2023, l'armée malienne lance une offensive militaire pour reprendre le contrôle de la région de Kidal. Plus tard dans le mois, la MINUSMA met fin à sa présence dans la ville dans le cadre de son désengagement du Mali. Ce retrait fait suite à la résolution 2690 du Conseil de sécurité des Nations unies adoptée le 30 juin 2023, qui prévoit un retrait total de la MINUSMA du Mali d'ici la fin de l'année à la demande des autorités maliennes.
Dans la nuit du 3 au 4 novembre 2023, l’armée malienne a procédé à des frappes aériennes avec des drones sur le camp abandonné de la MINUSMA. De nouvelles frappes ont également eu lieu le 7 novembre 2023,. De nombreux civils quittent alors Kidal pour l'Algérie, anticipant le début des combats dans la ville. Les forces rebelles du CSP-PSD coupent pendant ce temps le réseau téléphonique de la ville, afin d'éviter des fuites d'informations favorables aux FAMa.
Les frappes de drone continuent durant la nuit du 10 novembre, tandis que l'armée malienne, stationnée à Anefis, se rapproche de la ville. Les combats commencent finalement le 11 novembre, a une trentaine de kilomètres de Kidal, bien que la situation reste figée le lendemain.
Finalement, les FAMa pénètrent dans Kidal le 14 novembre, et reprennent le contrôle de la ville.

## Administration
| Année | Maire élu           | Parti politique |
| ----- | ------------------- | --------------- |
| 2004  | Attayoub Ag Intalla | ADEMA           |
| 2009  | Arbakane Ag Abzayak | indépendant     |

## Enseignement
- Lycée Attaher Ag Illy

## Économie
L'artisanat local est regroupé au sein du bâtiment du marché des artisans.

## Communications
La station régionale ORTM de Kidal est remise en fonction en novembre 2022, mettant un terme à plus d'une décennie d'isolement. Elle diffuse sur la fréquence de 97.5 Mhz sur une zone de diffusion de 130 km autour de Kidal.

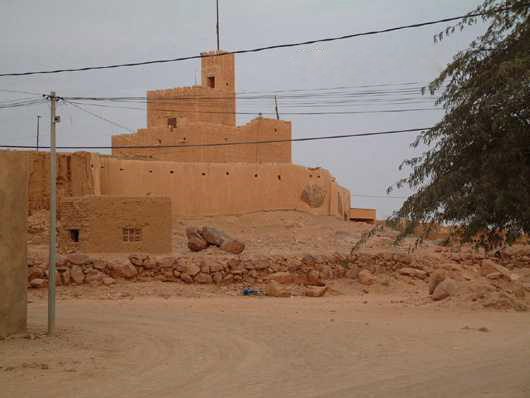
Le fortin édifié à l'époque coloniale française.
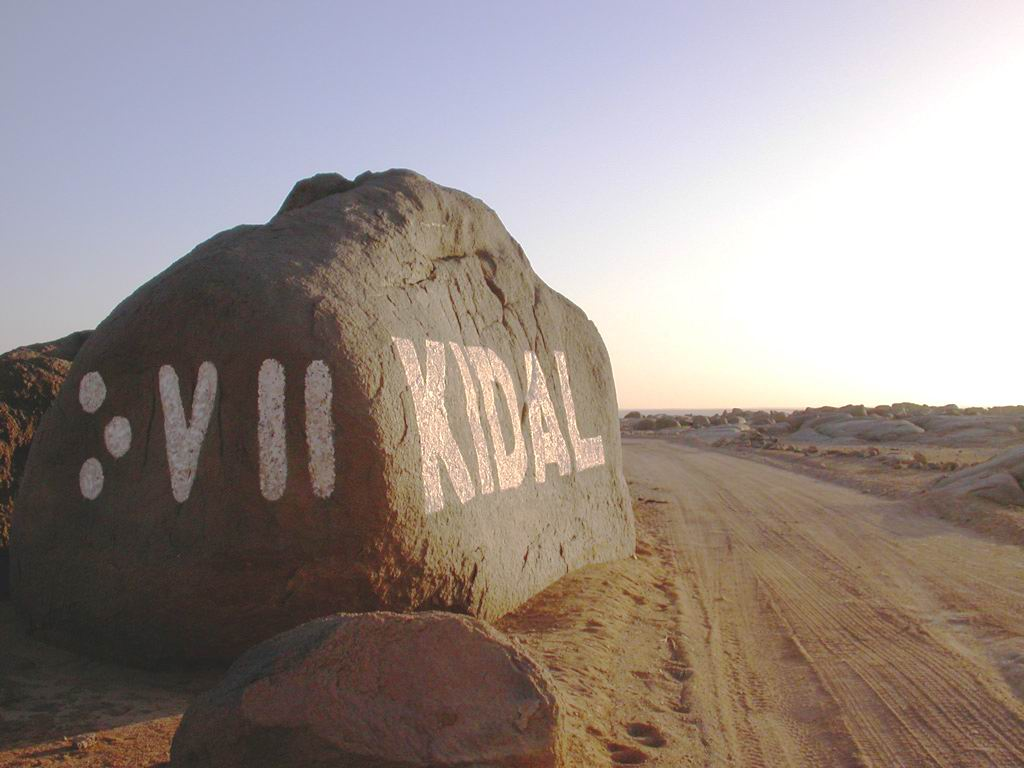
Signalisation bilingue à l'entrée de Kidal. Sur le côté gauche du rocher, Kidal est écrit en caractères tifinagh « ⴾⴸⵍ ».
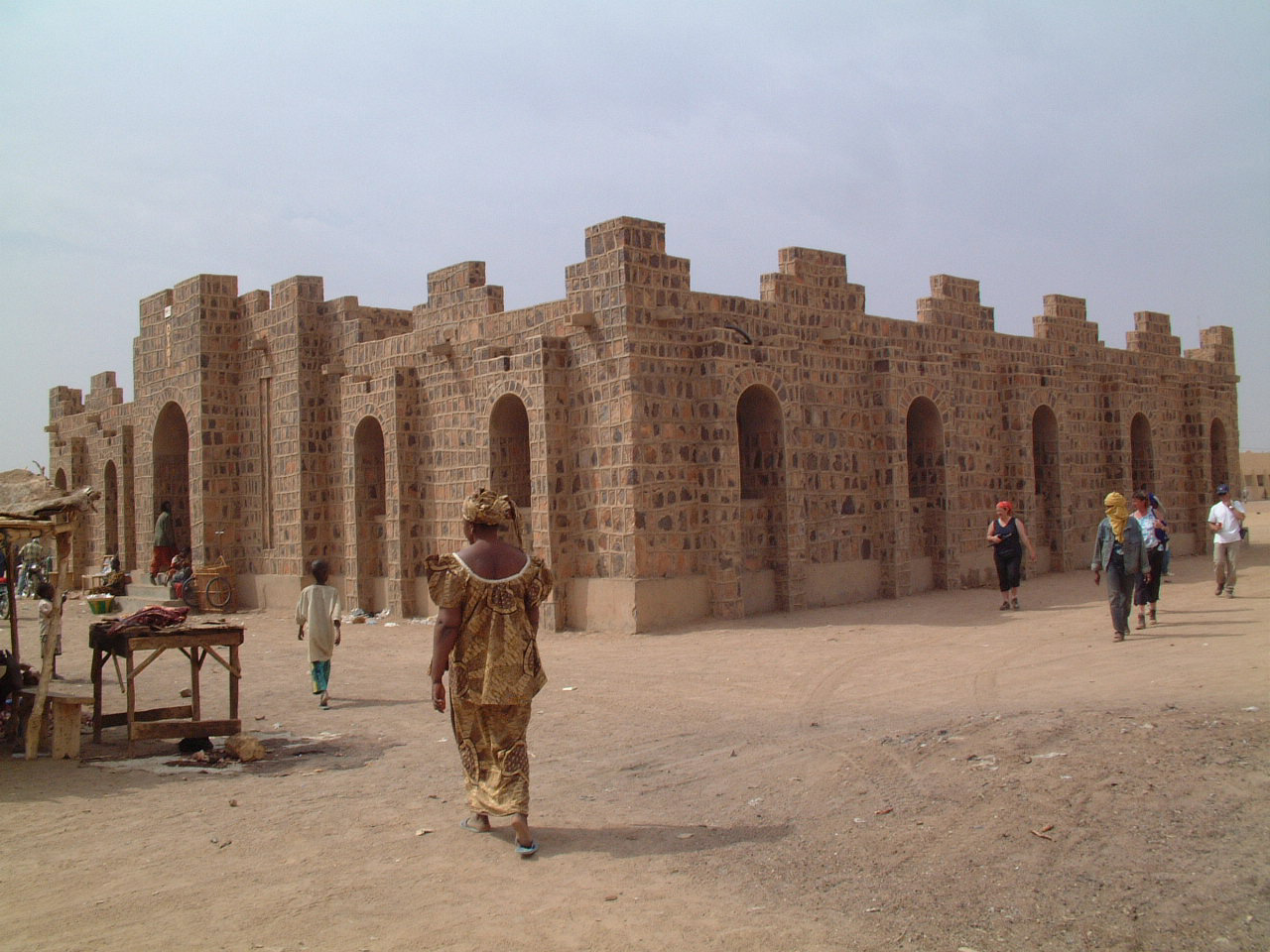
La maison des artisans.